# 博多ブルース
「博多ブルース」（はかたブルース）は、1964年11月に発売された西田佐知子のシングルレコードである。発売元はポリドール・レコード（現：ユニバーサルミュージック）。品番：SDR-1037。

## 解説
博多（福岡市）・京都と、西日本の都市名が冠に付いた楽曲が収録されたシングルレコード。いわゆるご当地ソングである。
「東京ブルース」（1964年1月発売）の大ヒット以降に発表された、「ブルース」の名が付く楽曲群の中のひとつ。作詞・作曲はA面・B面楽曲とも、その「東京ブルース」と同じく水木かおる・藤原秀行の両名が手がけている。演奏は、ポリドール・オーケストラ。
1974年の藤圭子のシングル「京都ブルース」は、西田版のカバーではなく全く別の楽曲である。

## 収録曲
1. 博多ブルース
  - 作詞: 水木かおる、作曲・編曲: 藤原秀行
2. 京都ブルース
  - 作詞: 水木かおる、作曲: 藤原秀行、編曲: 川上義彦

## 収録作品
博多ブルース
- 西田佐知子全曲集（1999年：POCH-1842）
- GOLDEN☆BEST 西田佐知子（2003年：UICZ-6041）
- 西田佐知子 ベスト10（2005年：UPCY-9016）
- 西田佐知子歌謡大全集（2007年：UPCY-9096/100）
- 西田佐知子 エッセンシャル・ベスト（2007年：UPCY-9137）
- 初めての街で 〜西田佐知子ベストセレクション〜（2009年：UPCY-6543）